# فيليب غلنيستر
فيليب جليناستير (بالإنجليزية: Philip Glenister)‏ هو ممثل بريطاني، ولد في 10 فبراير 1963 في المملكة المتحدة.

## أعمال

### أفلام
- (2005) مملكة السماء[8][9]

### مسلسلات
- منبوذ

## وصلات خارجية
- فيليب غلنيستر على موقع IMDb (الإنجليزية)
- فيليب غلنيستر على موقع ألو سيني (الفرنسية)
- فيليب غلنيستر على موقع ميوزك برينز (الإنجليزية)
- فيليب غلنيستر على موقع أول موفي (الإنجليزية)
- فيليب غلنيستر على موقع قاعدة بيانات الأفلام السويدية (السويدية)
- فيليب غلنيستر على موقع إن إن دي بي (الإنجليزية)
- فيليب غلنيستر على موقع ديسكوغز (الإنجليزية)
- فيليب غلنيستر على موقع قاعدة بيانات الفيلم (الإنجليزية)
- فيليب غلنيستر على موقع كينوبويسك (الروسية)